# Кольмер, Феликс
Феликс Кольмер (чеш. Felix Kolmer; 3 мая 1922[…], Прага[…] — 5 августа 2022) — чешский физик, специализировавшийся в области акустики. Во время Второй мировой войны он был жертвой Холокоста.

## Биография
Родился в Праге в 1922 году в ассимилированной еврейской семье. Его отец, инженер Рихард Кольмер (Кон, 1881—1931), уроженец Гржердле в Богемии, занимался поставками электротехники (что привило интерес к электротехнике и у сына). Феликс Кольмер проводил каникулы в Австрии со своим дядей. В результате он оказался там и во время нацистского вторжения в Чехословакию.
Кольмер оказался в первой партии узников Терезина. В Терезине строил двухъярусные кровати, поскольку у него был столярный опыт. Он был интернирован в Малую крепость, и обращение с заключенными со стороны СС, свидетелем которого он стал там, побудило его присоединиться к подпольному сопротивлению. Он нашёл путь к бегству из Терезина, но сам не воспользовался им; позднее этим маршрутом прошли несколько заключенных. Он смог использовать свой статус для временной защиты членов своей семьи. Его мать Алиса Поппер (1895—1942), родом из Слани, умерла в Терезине 1 мая 1942 года.
В октябре 1944 года Кольмера отправили в Аушвиц-Биркенау. По его более поздним воспоминаниям, он прибыл на транспорте с 1500 людьми, 1250 из которых были немедленно отправлены в газовые камеры Йозефом Менгеле. Кольмера не оказалось среди них только потому, что незнакомый заключенный сказал нацистам, что он слесарь по металлу. Ему удалось бежать из Освенцима, прыгнув с другом в транспорт, который направился в лагерь Гросс-Розен, в частности, в сублагерь Фридланд.
Скончался 5 августа 2022 года.